# Sophie Mereau

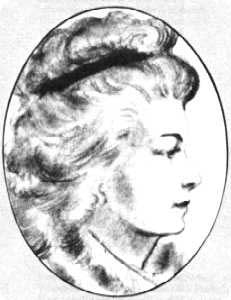
Sophie Mereau.

Sophie Friederike Mereau född 27 mars 1770 i Altenburg, död 31 oktober 1806 i Heidelberg, född Schubart, omgift Brentano, var en tysk författare under romantiken.

## Biografi
Sophie Schubart växte upp under borgerliga omständigheter och fick en ovanligt god utbildning för en kvinna född på sjuttonhundratalet. 1793 gifte hon sig av ekonomiska skäl med juridikprofessorn Friedrich Ernst Carl Mereau som undervisade i Jena. Tillsammans fick de en dotter och en son.
Sophie Mereau var starkt influerad av romantikens frihetsideal och hade flera affärer med andra män, bland andra Friedrich Schlegel och Clemens Brentano. Efter sonens död 1801 skilde makarna sig, vilket var en av de allra första skilsmässorna i Sachsen-Weimar. Sophie Mereau fick, ovanligt för sin tid, vårdnaden om dottern och kunde tack vare sitt skrivande, som hon försörjde sig på, bygga upp ett nytt, självständigt liv.
1803 gifte Sophie Mereau, på grund av graviditet, om sig med Clemens Brentano. 1805 hon ett missfall och insjuknade som följd av detta, och ett år senare dog hon i barnsäng, 36 år gammal.